# Vealøs

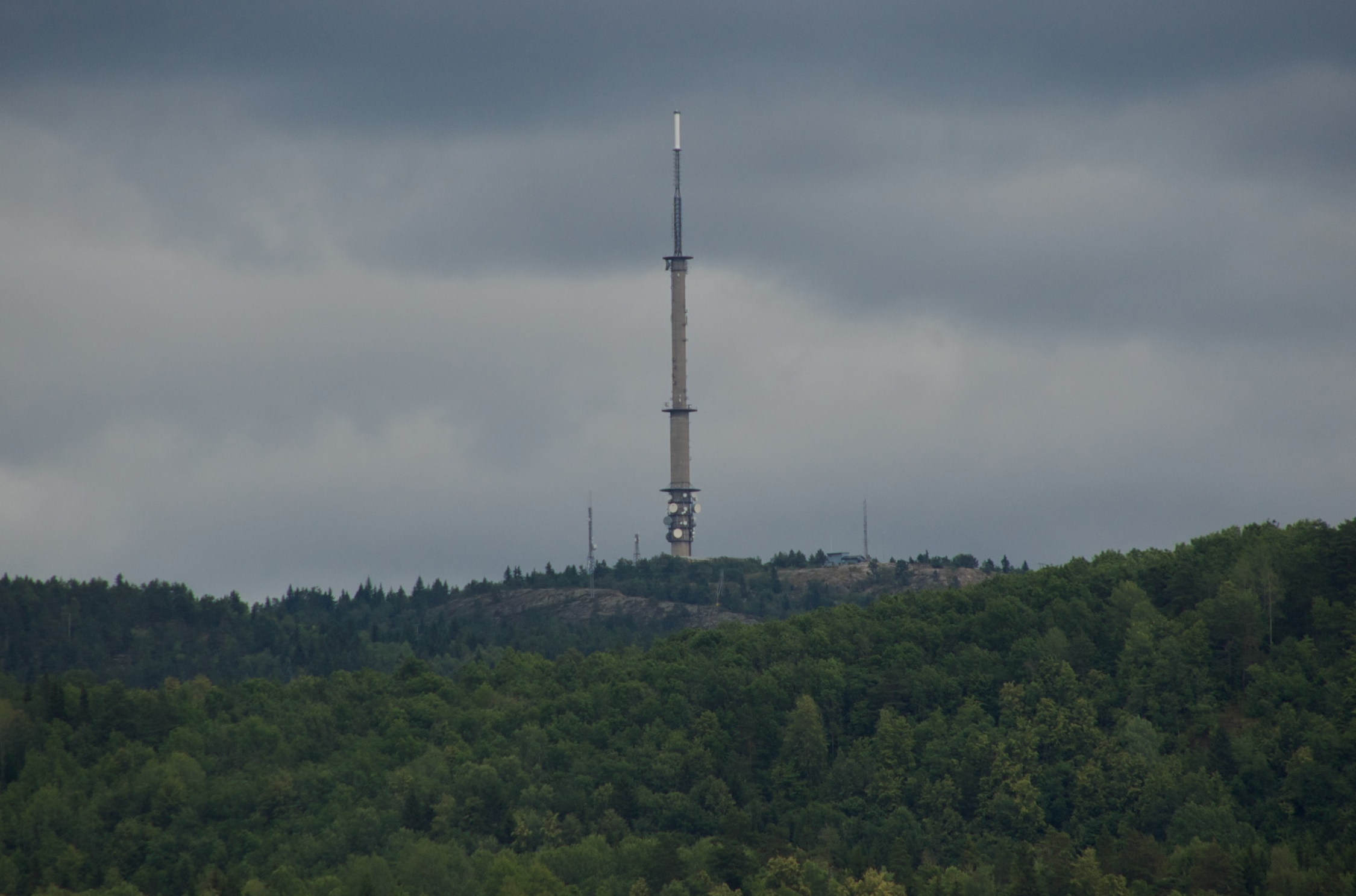
Vestre Vealøs, von der Kirche in Gjerpen gesehen

Vealøs ist eine Landschaft östlich von Skien in der Provinz Telemark, Norwegen.
Die Landschaft ist hügelig und größtenteils bewaldet. Die höchsten Erhebungen sind Østre Vealøs (446 m über dem Meeresspiegel) und Vestre Vealøs (492 m).  Auf dem Vestre Vealøs steht ein weithin sichtbarer Fernmeldeturm. Die Norwegische Küstenverwaltung (Kystverket) betreibt eine Radarstation auf Vealøs, die die Gewässer um Grenland überwacht.
Seit 2009 wird einmal jährlich der Berglauf Vealøs Opp auf den Vestre Vealøs durchgeführt. Auf der 4,5 km langen Strecke ist ein Höhenunterschied von 350 m zu überwinden.